# 5月25日
5月25日是公历一年中的第145天（闰年第146天），离全年结束还有220天。

## 大事记

### 19世紀以前
- 619年：王世充自稱“大郑皇帝”，建元“開明”，改封隋朝皇帝皇泰主楊侗為潞國公。
- 1521年：神圣罗马皇帝查理五世召开沃尔姆斯议会，宣布马丁·路德的《九十五条论纲》为异端。
- 1644年：明朝將領吳三桂同意讓大批滿族部隊穿越長城，隨後清朝攝政王多爾袞將首都遷往北京。
- 1787年：美国邦联议会在费城召开修订《邦联条例》的会议，最终转为起草《美国宪法》。

### 19世紀
- 1810年：布宜诺斯艾利斯市民推翻西班牙总督统治并建立首个独立政府，阿根廷独立战争爆发。
- 1816年：英國詩人塞缪尔·泰勒·柯勒律治的詩作《忽必烈汗》和《克里斯塔貝爾（英语：Christabel (poem)）》出版。
- 1870年：英国爆发爱尔兰自治运动。
- 1878年：吉尔伯特与萨利文的喜歌剧《皮纳福号军舰》于英国伦敦首次上映。
- 1895年：臺灣民主國正式成立，原清朝臺灣巡撫唐景崧被推為總統，丘逢甲為副總統兼台灣義勇軍統領，劉永福為大將軍，年號“永清”。
- 1895年：英国作家奥斯卡·王尔德因为“与其他男性发生不道德的行为”而被判处两年徒刑。

### 20世紀
- 1902年：臺灣歸順式場慘案發生，265名接受日本歸順儀式的抗日義軍遇害。
- 1915年：袁世凯被迫接受日本无理要求，签订不平等条约：“二十一条”。
- 1928年：中共发出《中央通告第五十一号》决定将“工农革命军”定名“中国工农红军”。
- 1935年：杰西·欧文斯于密歇根州安娜堡的一场田径比赛中，在45分钟之内打破或平4项世界纪录。
- 1940年：二战：敦刻尔克战役开始。
- 1944年：中国抗日战争：日军占领洛阳，豫中会战结束。
- 1945年：東京大空襲 ，美國陸軍航空軍對日本首都東京發動一系列大規模戰略轟炸。
- 1946年：阿卜杜拉一世当选外约旦国王，外约旦独立。
- 1955年：英國登山者喬·布朗和喬治·邦德成為首批登上干城章嘉峰者，這也是世界第三高峰。
- 1960年：中国登山队（王富洲、贡布、屈银华）首次登上珠穆朗玛峰。
- 1961年：美国总统约翰·肯尼迪在国会联席会议上宣布支持太空人登陆月球的阿波罗计划。
- 1962年：在苏联之默許下，新疆伊犁发生騷乱。
- 1963年：非洲32个国家代表在埃塞俄比亚亚的斯亚贝巴签署宪章，非洲统一组织正式成立。
- 1966年：中国北京大学的教工聂元梓等7人在校内张贴了文化大革命的首张大字报。
- 1967年：北韓最高領導人金日成在肅清了一批對手之後，發表「5.25 教訓」，鞏固他的兒子金正日作為他的指定繼承人的地位。
- 1967年：苏格兰足球队凯尔特人的“里斯本雄狮”夺得欧洲冠军杯。
- 1968年：文化大革命：中国开展“清理阶级队伍”运动。
- 1969年：苏丹发生军事政变，加法爾·尼邁里發動政變推翻了當時的伊斯梅爾·愛資哈里政府，尼邁里自命為革命指揮委員會主席，推行國有化和土地改革。
- 1976年：香港警方破獲市值接近一億元運毒案。
- 1977年：美國導演喬治·盧卡斯編寫執導的科幻片《星際大戰》上映，為有史以來最成功的電影之一。
- 1978年：中国与阿曼苏丹国建交。
- 1979年：美國航空191號班機從芝加哥歐海爾國際機場起飛時，左邊引擎脫落導致飛機墜毀，造成273人死亡，為美國歷史上死亡人數最多的航空事故。
- 1979年：美国纽约六岁儿童伊坦·帕兹在上学路上失踪，引发全美社会的大规模搜索和广泛关注。美国总统罗纳德·里根后于1983年为纪念此案而确定这一天为全国失踪儿童日。
- 1981年：海湾合作委员会在阿拉伯联合酋长国首都阿布扎比诞生。
- 1985年：孟加拉国被飓风袭击，上万人丧生。
- 1986年：臺灣竹山鎮太極峽谷發生嚴重山難，造成28人死亡，28人受傷。
- 1998年：埃及狮身人面像（或称“斯芬克斯”）历时10年的修复竣工。
- 2000年：以色列从黎巴嫩南部领土撤军。

### 21世紀
- 2002年：中華航空611號班機自中正機場飛往香港途中，於澎湖外海空中解體墜毀，機上225名乘客及機組人員全部罹難。
- 2003年：林良实辞去马来西亚交通部长职务并正式退休。
- 2008年：美國太空總署火星探測器「鳳凰號」，成功降落火星北極區，為人類第一個降落火星北極的航天探測器。
- 2009年：朝鲜进行的核试验与数次导弹发射测试引起国际社会广泛谴责，并且促使联合国安全理事会决定实施制裁。
- 2012年：美国太空探索技术公司发射的“龙”飞船与国际空间站成功对接，由此成为有史以来首艘造访空间站的商业飞船。
- 2012年：叙利亚霍姆斯省胡拉镇在国内持续的动乱中发生一起杀戮事件，造成包括32名儿童在内的92人死亡。
- 2012年：西班牙政府同意向Bankia银行注资190亿欧元帮助其渡过难关，这将是西班牙历史上最大规模的银行救助行动。
- 2020年：喬治·佛洛伊德之死，為美國重要的黑人人權運動引爆事件，示威活動蔓延到全美及美國海外。

## 出生
- 1048年：宋神宗赵顼，北宋皇帝（1085年逝世）
- 1320年：元順帝妥懽帖睦尔，元朝皇帝（1370年逝世）
- 1334年：崇光天皇，日本北朝第3代天皇（1398年逝世）
- 1713年：约翰·斯圖爾特，乔治三世时的英国首相（1792年逝世）
- 1791年：明命帝阮福晈，越南阮朝皇帝（1841年逝世）
- 1830年：路易·愛德華·比羅，法國植物學家、醫生（1918年逝世）
- 1846年：納伊姆·弗拉舍里，阿爾巴尼亞詩人、歷史學家、革命家（1900年逝世）
- 1856年：路易·弗朗謝·德斯佩雷，法國陸軍將領，法國元帥（1942年逝世）
- 1859年：阿洛伊斯·德盧格，奧地利畫家（1930年逝世）
- 1865年：弗里德里希·奥古斯特三世，萨克森王國國王（1932年逝世）
- 1865年：彼得·塞曼，荷兰物理学家（1943年逝世）
- 1873年：米給雷·貝索，義大利裔瑞士電機工程師（1955年逝世）
- 1883年：萊斯利·麥克奈爾，美國陸軍中將（1944年逝世）
- 1907年：吳努，緬甸政治人物，首任緬甸總理（1995年逝世）
- 1912年：德惠翁主，朝鮮日治時期李王家翁主（1989年逝世）
- 1921年：傑克·施泰因貝格爾，德國裔美國物理學家，1962年諾貝爾物理學獎得主（2020年逝世）
- 1922年：恩里科·贝林格，意大利共产党前总书记（1984年逝世）
- 1925年：李重耀，臺灣建築師（2013年逝世）
- 1926年：比爾·夏曼，前美國NBA籃球運動員（2013年逝世）
- 1930年：桑麗卡·里基耶，法國時尚設計師、作家（2016年逝世）
- 1933年：巴斯德奧·潘戴，千里達及托巴哥律師、政治人物，第5任千里達及托巴哥總理（2024年逝世）
- 1938年：瑞蒙·卡佛，美國当代著名小说家（1988年逝世）
- 1938年：南一祐，韓國男演員
- 1939年：伊恩·麦凯伦，英國演員
- 1940年：荒木经惟，日本攝影家
- 1943年：萊斯莉·奧加姆斯，美國女演員、歌手
- 1944年：法蘭克·歐茲，美國男演員
- 1951年：弗朗索瓦·贝鲁，法國政治人物，現任法國總理
- 1952年：舒婷，中國詩人
- 1952年：李世昌，臺灣物理學家
- 1954年：苏迪曼，马来西亚天王巨星
- 1955年：江川卓，前日本職棒讀賣巨人隊投手、球評
- 1957年：阿拉斯泰爾·坎貝爾，英國記者、主持人
- 1959年：李甫姬，韓國女演員
- 1960年：黃宏，中國男演員
- 1960年：柳澤正史，日本醫師
- 1963年：麥克·邁爾斯，英裔加拿大男演員、喜劇演員、劇作家、電影監製
- 1963年：盧多維克·奧爾班，羅馬尼亞工程師、政治人物，第68任羅馬尼亞總理
- 1964年：雷·史蒂文森，英國男演員（2023年逝世）
- 1964年：胡燿聰，胡思在之父
- 1965年：葉海亞·賈梅，甘比亞政治人物，第2任甘比亞總統
- 1966年：伊正，台灣男演員
- 1966年：胡渭康，香港歌手
- 1969年：二之宮知子，日本漫畫家
- 1970年：雪野五月，日本女性聲優
- 1970年：奧塔薇亞·史班森，美國女演員
- 1971年：七仙羽，香港堪輿學家、女演員
- 1971年：伊坂幸太郎，日本作家
- 1971年：金順玉，韓國編劇
- 1972年：石田光，日本女演員
- 1972年：大衛·O·薩克斯，南非裔美國企業家、作家
- 1975年：卡蘭·喬哈，印度男導演
- 1976年：，愛爾蘭男演員
- 1977年：吳奕蓉，臺灣女演員
- 1979年：空知英秋，日本漫畫家
- 1980年：王宜民，台灣棒球選手
- 1980年：在喜，韓國男演員
- 1983年：彭詠儀，香港DJ
- 1983年：馬塞洛·韋爾塔斯，巴西職業籃球運動員
- 1984年：瑪麗安·雷文，挪威女藝人
- 1985年：李妍瑾，台灣女模特兒
- 1986年：上野樹里，日本女演員
- 1987年：王思平，台灣女模特兒
- 1990年：Cheetah，韓國女饒舌歌手
- 1991年：薩琪·畢茲，德裔美國女演員
- 1991年：艾華頓·卡馬戈，巴西職業足球運動員
- 1992年：松本沙羅，日本女性聲優
- 1992年：肯德爾·科因·斯科菲爾德，美國女子冰球運動員
- 1993年：堀江瞬，日本男性聲優
- 1994年：西野七瀨，日本女演員，女子偶像團體乃木坂46成員
- 1994年：亚历山德拉·莱斯曼，美国女子體操運動員
- 1994年：艾瑪·麥基翁，澳大利亞女子游泳運動員
- 1994年：佩德羅·費爾南德斯，又稱威能帝，多明尼加職業棒球運動員
- 1995年：瑪德琳·葛華斯，澳大利亞女子游泳運動員
- 1996年：張若錡，香港女模特兒
- 1998年：大野萌，日本動畫師（2019年逝世）
- 1999年：清宮幸太郎，日本職業棒球運動員

## 逝世
- 641年：希拉克略·君士坦丁，拜占庭皇帝。（612年出生）
- 1085年：教宗額我略七世，羅馬主教。（1020年出生）
- 1606年：柳生宗嚴，日本戰國時代劍豪，劍術新陰流的繼承者。（1527年出生）
- 1877年：理查德·霍伊斯，美國政治人物，第2任邦聯肯塔基州州長。（1797年出生）
- 1934年：古斯塔夫·霍爾斯特，英國作曲家。（1874年出生）
- 1942年：左权，中國共產黨高級軍事將領，八路軍副總參謀長，在太行山区清漳河畔的麻田与侵华日军战斗中受伤身亡。（1905年出生）
- 1948年：董存瑞，解放军战斗英雄。在总攻热河隆化的战斗中牺牲，时年19岁。（1929年出生）
- 1948年：威托德·皮雷茨基，波兰流亡政府军官，曾刻意被逮捕并送进奥斯维辛集中营记录纳粹大屠杀，后被波兰人民共和国处决。（1901年出生）
- 1955年：侯志律，香港正按察司（1899年出生）
- 1997年：羅爾綱，著名历史学家，中国太平天国史研究的奠基人。（1901年出生）
- 2001年：阿爾貝托·科爾達，古巴攝影師。（1928年出生）
- 2006年：李篤安，天主教西安教區主教。（1927年出生）
- 2006年：沈其益，中國植物學家。（1909年出生）
- 2007年：孙元良，中國抗日名將。（1904年出生）
- 2014年：沃伊切赫·雅鲁泽尔斯基，波蘭政治人物。（1923年出生）
- 2016年：楊絳，中國著名作家、翻譯家、戲劇家。（1911年出生）
- 2020年：吳朋奉，台灣男演員。（1964年出生）
- 2021年：額我略·伯多祿二十世·蓋布洛揚，亞美尼亞禮天主教基里基雅宗主教區宗主教。（1934年出生）
- 2022年：徐人心，廣州及香港粵劇名伶、電影演員。（1920年出生）
- 2024年：顏國樑，香港男演員。（1953年出生）
- 2024年：曾秀保，臺灣廚師。（1959年出生）

## 节假日和习俗
- 非洲日
- 毛巾日
- 世界足球日[1]
- 世界預防中風日
- 國際失蹤兒童日
- 约旦：獨立日
- 苏丹：革命節
- 美国：全国失踪儿童日和国际失踪儿童日
- 中华人民共和国：大学生心理健康日
- 阿根廷：五月革命日（英语：First National Government）（国庆节[2]）
- 黎巴嫩：抵抗與解放日（英语：Resistance and Liberation Day (Lebanon)）